# LUSITANIA II
LUSITANIA II, ubicado en Cáceres, es el segundo superordenador de la Fundación COMPUTAEX instalado en el Centro Extremeño de iNvestigación, Innovación Tecnológica y Supercomputación (CénitS) en el año 2015. Su nombre hace referencia a la provincia romana Lusitania, cuyo territorio abarcaba gran parte de la actual región de Extremadura. La puesta en marcha de LUSITANIA II supuso una importante ampliación en relación con los recursos de cómputo ofrecidos por el superordenador LUSITANIA, incrementando notablemente la potencia de cálculo del centro. Para poder hacer uso de sus horas de cálculo, los usuarios deben presentar una petición a CénitS o la Red Española de Supercomputación (RES). 
Este superordenador fue financiado, tanto por fondos FEDER por el Ministerio de Economía y Competitividad (MINECO), como por la propia Fundación COMPUTAEX, que aportó el 20 % del coste total a partir de sus fondos propios. Inicialmente fue instalado en un contenedor móvil, con el objetivo de poder realizar investigaciones sobre la movilidad, monitorización y modularidad de los Centros de Procesamiento de Datos, buscando así mejorar su sostenibilidad y eficiencia. Posteriormente fue trasladado al Centro de Procesamiento de Datos de CénitS, donde se encuentra ubicado actualmente junto al superordenador LUSITANIA.  
LUSITANIA II fue presentado oficialmente el 23 de mayo de 2016, en un evento que tuvo lugar en la sede social de la Fundación COMPUTAEX y que contó con la presencia de diversas personalidades del Gobierno de Extremadura, así como con expertos en Supercomputación que ofrecieron varias ponencias relacionadas con la computación de alto rendimiento.
En octubre de 2016, el proyecto "LUSITANIA II, un superordenador en un Centro de Procesamiento de Datos al aire libre", de CénitS-COMPUTAEX, fue seleccionado como finalista en dos categorías, Smart TI Infraestructure y Smart Cloud, de la cuarta edición de los enerTIC Awards, que premian proyectos tecnológicos innovadores, comprometidos con la eficiencia energética y la sostenibilidad, así como actuaciones e iniciativas que promueven el uso de las tecnologías de la información y la comunicación para la mejora de la eficiencia energética.

## Características técnicas[1]

### Nodo de cómputo de memoria compartida
- 1 Primergy RX4770 M2 con 4 procesadores Intel Xeon E7-4830v3  con 12 cores cada uno, a 2,1 GHz, con 30 MB de Caché (48 cores en total), 1,5 TB de memoria RAM DDR4, 4 fuentes de alimentación y discos SAS de 300 GB.

### Clúster de memoria distribuida
- 10 chasis Fujitsu Primergy CX400 con capacidad para albergar hasta 4 servidores cada uno.
- 40 servidores Fujitsu Primergy CX2550 con 2 procesadores Intel Xeon E5-2660v3, de 10 cores cada uno, a 2,6 GHz (20 cores por nodo, 800 cores en total) y 25 MB de Caché, con 80 GB de RAM y 2 discos SSD 128 GB.

### Nodos de servicio
- 3 servidores Fujitsu Primergy RX2530 M1, cada uno con 2 procesadores Intel Xeon E5-2620v3 (6 cores a 2,4 GHz y 15 MB de Caché); 32 GB de RAM DDR4, 2 discos SAS de 300 GB.

### Nodos de desarrollo
- 2 servidores Fujitsu Primergy RX2530 M1 con 2 procesadores Intel Xeon E5-2620v3 (6 cores a 2,4 GHz y 15 MB de Caché); 64 GB de RAM DDR4, 2 discos SAS de 300 GB.

### Almacenamiento
- Cabina de metadatos (MDT) Eternus DX 200S3 (15 discos de 900 GB SAS) = 12 TB.
- 2 servidores Fujitsu Primergy RX2530 M1 con 2 procesadores Intel Xeon  E5-2620v3 (6 cores a 2,4 GHz y 15 MB de Caché); 64 GB de RAM DDR4 y 2 discos SAS de 300 GB para gestión de metadatos con Lustre.
- Cabina de datos (OST) Eternus DX 200 (41 discos de 2 TB NL-SAS) = 82 TB.
- 2 servidores Fujitsu Primergy RX2530 M1 con 2 procesadores Intel Xeon  E5-2620v3 (6 cores a 2,4 GHz y 15 MB de Caché); 64 GB de RAM DDR4, 2 discos SAS de 300 GB para gestión de los objetos con Lustre.

### Topología de red
El superordenador está conectado con el exterior a través de una conexión de hasta 10 Gbps con la Red Científico Tecnológica de Extremadura, que une las principales ciudades y centros tecnológicos de la región, interconectada a su vez con RedIRIS y con la red europea GÉANT.
Internamente, la infraestructura de servicio y cálculo se vertebra sobre:
- Un firewall Fortinet Fortigate 3810A como sistema de seguridad perimetral, con conexiones de hasta 10 Gbps, capacidad de firewall, VPN, antivirus, detección de intrusiones y gestión de ancho de banda por conexión.
- Tres switches Brocade ICX6430 de 48 puertos y un switch Brocade ICX6430 de 24 para la red de comunicación y de gestión del supercomputador.
- Tres switches InfiniBand Mellanox IS5030 de 36 puertos QDR a 40 Gbps para la red de cómputo.

## Proyectos y resultados de investigación
LUSITANIA y LUSITANIA II han dado soporte a más de 100 proyectos de I+D+i, enmarcados en tres grandes líneas: Ciencias de la Tierra, Ciencias de la Vida y Ciencias Informáticas y de Comunicaciones. Así, en los últimos años ha dado soporte a líneas de investigación muy heterogéneas, que aportan soluciones en ámbitos tan diversos como los siguientes: agricultura y ganadería de precisión; eficiencia energética; impacto medioambiental; predicción climática; secuenciación genética y biomedicina; virtualización de puestos de trabajo; química computacional; observatorio del sector TIC en Extremadura; monitorización y telemetría para infraestructuras inteligentes, predictibilidad de flujos de tráfico en ciudades inteligentes, simulaciones electromagnéticas, procesamiento de imágenes y animación 3D.
De este modo, multitud de investigaciones se han visto beneficiadas por la utilización de los superordenadores LUSITANIA y LUSITANIA II, habiendo publicado sus resultados en numerosas publicaciones de impacto de ámbito internacional.